# Max-Planck-Institut für Astrophysik
Das Max-Planck-Institut für Astrophysik (häufig als MPA abgekürzt) ist eine außeruniversitäre Forschungseinrichtung unter der Trägerschaft der Max-Planck-Gesellschaft und hat seinen Sitz in Garching bei München. Das Institut betreibt in erster Linie Grundlagenforschung im Fach der Naturwissenschaften auf dem Gebiet der Astrophysik.

## Geschichte
Das Institut für Astrophysik ging hervor aus der gleichnamigen Abteilung am Göttinger MPI für Physik. Mit dem Umzug nach München im Jahre 1958 wurde dieses erweitert zum MPI für Physik und Astrophysik mit Werner Heisenberg und Ludwig Biermann als Direktoren. Die Arbeiten zur theoretischen Astrophysik lieferten grundlegende Erkenntnisse zur Sonnenphysik, Plasmaphysik und Sternstruktur. 1963 wurde als neues Teilinstitut das Institut für extraterrestrische Physik gegründet. 1991 erfolgte die Aufteilung in drei eigenständige Max-Planck-Institute, das MPI für Physik, das MPI für Astrophysik und das MPI für extraterrestrische Physik.

## Forschung
Das Institut befasst sich mit folgenden Themengebieten: Sonne und der interplanetare Raum, Supernovae, Nukleosynthese, Doppelsterne, Galaxien, Gravitationslinsen; physikalische Kosmologie; Quantenmechanik und Astrochemie sowie verwandte Bereiche.
Die Forschung ist primär der theoretischen Astrophysik gewidmet. Aufgrund des engen Zusammenwirkens der verschiedenen Teilbereiche und des gebietsübergreifenden Charakters der Forschung gibt es keine strenge Abgrenzung der einzelnen Forschungsgebiete am Institut.

## International Max Planck Research School (IMPRS)
Das MPI ist an der International Max Planck Research School for Astrophysics beteiligt, die in Garching angesiedelt ist. Weitere Partner sind das Max-Planck-Institut für extraterrestrische Physik, die Sternwarte der LMU München und die Europäische Südsternwarte. Eine IMPRS ist ein englischsprachiges Doktorandenprogramm, das eine strukturierte Promotion erlaubt. Sprecherin der IMPRS ist Paola Caselli.

## Infrastruktur
Das Institut wird – seit Anfang 2021 – von vier Direktoren geleitet: Guinevere Kauffmann, Eiichiro Komatsu, Selma de Mink und Volker Springel.
Ende 2006 waren insgesamt 120 Mitarbeiter im Institut beschäftigt, darunter 46 Wissenschaftler und 34 Nachwuchswissenschaftler; dazu kamen im Berichtsjahr neun Drittmittelbeschäftigte und 61 Gastwissenschaftler.
De Mink trat ihre Direktorenstelle zum 1. Januar 2021 an und leitet die Abteilung für stellare Astrophysik.